# The Salsoul Orchestra
The Salsoul Orchestra was een Amerikaans disco-orkest uit New York.

## Geschiedenis
Het ensemble werd opgericht in 1974 door de arrangeur, componist en muzikant Vincent Montana jr. Voorheen was deze lid van MFSB, een verzameling van meerdere muzikanten, die talrijke phillysound-muzikanten begeleidden en later zelf succesvolle albums uitbrachten. Enkele muzikanten van deze band volgden Montana jr. naar New York om te spelen in The Salsoul Orchestra. De bigband voegde voortaan elementen toe uit phillysound, funk en klassieke discomuziek, in tegenstelling tot MFSB met bijkomende latin-elementen. Het orkest nam vanaf 1975 voor Salsoul Records bijna een dozijn studio-albums op. Bovendien dienden de ongeveer 50 muzikanten als studio-begeleiding voor talrijke artiesten van het label.
De groep vierde onverwachts grote successen. Het debuutalbum The Salsoul Orchestra plaatste zich in 1975 op de 14e plaats in de Verenigde Staten, sommige songs vertoefden bovendien in de hogere regionen van de discohitlijst. Vooral succesvol in de pop- en r&b-hitlijsten waren Salsoul Hustle en de coverversie van Tangerine van Jimmy Dorsey. De daaropvolgende lp Nice 'n' Naasty kon het succes bij benadering herhalen. Het kerstalbum Christmas Jollies maakte volgens Allmusic duidelijk, dat het orkest een voorkeur had voor de groeiende trend van de disco-novelty-opnamen. Opvolgende werken als Cuchi-Cuchi (1977) met Charo als leadzangeres, Up the Yellow Brick Road (1978) met musicalsongs en een tweede kerstalbum (Christmas Jollies II, 1981) vervolgden deze weg consequent. Daartegenover stonden serieuzere albums als Magic Journey met grote hits als Run Away, gezongen door Loleatta Holloway.
The Salsoul Orchestra werd ontbonden in 1982. Nog in het begin van 1983 stond de single Ooh, I Love It (Love Break) als laatste hit van het ensemble in de Amerikaanse discohitlijst. Tijdens de jaren 1990 werden de meeste studiowerken op cd heruitgebracht, waarna diverse compilaties volgden. In 1997 werd Run Away opnieuw opgenomen door het project Nuyorican Soul en de zangeres India en bereikte deze keer de toppositie van de discohitlijst.

## Overlijden
Vincent Montana jr. overleed op 13 april 2013.

## Discografie

### Singles
- 1975: I Just Can't Give You Up (Floyd Smith met The Salsoul Orchestra)
- 1975:	Chicago Bus Stop (Ooh, I Love It)
- 1975:	Salsoul Hustle
- 1975:	Salsoul Rainbow
- 1976: Chicago Bus Stop (Ooh, I Love It)
- 1976: Christmas Medley
- 1976: It Don't Have to Be Funky (To Be a Groove)
- 1976: Little Drummer Boy
- 1976: We Wish You a Merry Christmas
- 1976:	Don't Beat Around the Bush
- 1976:	Good for the Soul
- 1976:	Nice 'n' Naasty
- 1976:	Salsoul 3001
- 1976:	Tangerine (origineel van Bob Eberly en Helen O'Connell met Jimmy Dorsey & His Orchestra, 1942)
- 1976:	You're Just the Right Size
- 1977: Borriquito (met Charo)
- 1977: Dance a Little Bit Closer
- 1977: Short Shorts
- 1977:	Getaway (origineel van Earth, Wind & Fire, 1976)
- 1977:	Magic Bird of Fire
- 1977:	Ritzy Mambo
- 1977:	Run Away (feat. Loleatta Holloway)
- 1978: Catch Me on the Rebound (met Loleatta Holloway)
- 1978: Magic Journey
- 1978: Sgt Pepper's Lonely Hearts Club Band
- 1978:	Dance a Little Bit Closer (met Charo)
- 1978:	Ease On Down the Road (origineel van The Hues Corporation, 1974)
- 1978:	Fiddler on the Roof (medley) (origineel van Zero Mostel, Maria Karnilova, Beatrice Arthur, Michael Granger, Leonard Frey, Paul Lipson, 1964:)
- 1978:	West Side Encounter (disco-versie van de song uit de musical West Side Story)
- 1979: Somebody to Love
- 1979: Sun After the Rain
- 1979:	How High? (feat. Cognac)
- 1979:	Street Sense / 212 North 12th
- 1981: Deck the Halls
- 1982:	Seconds (feat. Loleatta Holloway; Mix: Shep Pettibone)
- 1982:	Take Some Time Out (For Love) (feat. Jocelyn Brown)
- 1983:	Ooh, I Love It (Love Break)

### Albums
- 1975:	Salsoul Orchestra
- 1976:	Nice 'n' Naasty
- 1977:	Christmas Jollies
- 1977:	Cuchi-Cuchi (met Charo)
- 1977:	Magic Journey
- 1978: How Deep Is Your Love
- 1978: How High?
- 1978:	Up the Yellow Brick Road
- 1979: Street Sense
- 1982: Heat It Up
- 1982:	Christmas Jollies II
- 2005: Salsoul
- 2005: Swingin' with Santa

### Compilaties
- 1978:	Greatest Disco Hits – Music for Non-Stop Dancing
- 1994: Anthology Volume 1
- 1994: Anthology Volume 2
- 1997: The Best Of
- 1999: The Best of the Salsoul Orchestra
- 2003: Sound of Salsoul: Best of the Salsoul Orchestra
- 2003: Greatest Hits
- 2004: Heat It Up
- 2005: The Anthology (2 cd's)
- 2005: Greatest Disco Hits
- 2015: The Salsoul Orchestra Story: 40th Anniversary Collection (3 cd's)